# Arnošt Lustig
Pour les articles homonymes, voir Lustig.
Arnošt Lustig, né le 21 décembre 1926 à Prague et mort le 26 février 2011 , est un écrivain tchèque d'origine juive.

## Biographie
Né à Prague, Arnošt Lustig vit dans cette ville jusqu'à ce que les Nazis le déportent le 13 novembre 1942, en tant que Juif, au camp de Terezin d'où il est transféré à Auschwitz puis à Buchenwald. En avril 1945, il est dans un convoi pour Dachau quand la locomotive est détruite par un bombardier américain. Il parvient à s'échapper et se cache jusqu'à la fin de la guerre à Prague où il participera à l'insurrection anti-nazie.
Après la guerre, il étudie le journalisme à l'université Charles de Prague. Il couvre notamment en 1948 le conflit israélo-arabe pour la radio tchèque. C'est alors qu'il commence une carrière d'écrivain. Il écrit romans, nouvelles et scénarios qui sont traduits en une vingtaine de langues.
Pendant les années 1960, il participe à la Nouvelle Vague du cinéma tchèque en écrivant de nombreux scénarios tirés de ses propres romans qui sont portés à l'écran, dont Dita Saxova (1968), Une oraison pour Katerina Horovitzova (1965), Transport du paradis (1963) ou encore Les Diamants de la nuit (1964).
En 1968, Arnošt Lustig doit quitter la Tchécoslovaquie à la suite de l'invasion soviétique et s'installe aux États-Unis avec son épouse Vera et ses enfants Josef et Eva. Il exerce comme professeur de littérature et cinéma à l'American University de Washington.
En 2003, après avoir pris sa retraite, il revient dans son pays natal où Václav Havel lui procure un appartement au château de Prague.
En 2006, l'année de son quatre-vingtième anniversaire, il reçoit diverses distinctions pour sa contribution à la culture tchèque. En 2008, il reçoit le prestigieux prix Kafka.
Arnošt Lustig a été plusieurs fois proposé au prix Nobel de littérature.
Il meurt le 26 février 2011 à l'âge de 84 ans.

### La Danseuse de Varsovie
Le livre a été adapté au théâtre et au cinéma, sous le titre d'origine, Prière pour Katarzyna Horowitz.
À la suite du débarquement allié en Sicile en 1943, Mussolini a dû se réfugier au nord, à Salò,et les troupes allemandes nazies ont fait prisonniers 2 000 individus, dont une sélection de vingt juifs américains, tous anglophones comprenant à peu près le yiddish, ont été transférés dans le Gouvernement général de Pologne, en vue d'un échange de ces prisonniers (de guerre) contre de hautes personnalités militaires allemandes prisonnières des forces américaines : nous avons misé sur vous, [...] vous aussi, à votre façon, vous êtes pour nous de gros poissons.
Les vingt hommes, encadrés par une cinquantaine de gardiens (avec pour consigne complémentaire de ne répondre à aucune question), dirigés par le lieutenant Horst Schillinger, et le sergent Emerich Vogeltanz, sont hébergés dans une petite synagogue, à proximité du camp.
L'officier supérieur Friedrich Brenske négocie avec le représentant, porte-parole et interprète du groupe, et seul germanophone, Herman Cohen.
Ils ont été rejoints par une jeune femme tirée d'un train de déportés, Katarzyna Horowitz, issue d'une famille dynamique dans le tournage sur bois, et danseuse peu expérimentée, qui est désormais considérée comme une parente de M. Cohen.
Sur exigence de M. Cohen, on fait appel à un tailleur juif du camp (depuis cinq ans déjà) pour réaliser immédiatement un costume pour lui et un manteau pour elle. L'unique essayage est déjà parfait. On apporte également deux valises à la jeune femme, en dédommagement de ses propres bagages perdus. Personne ne semble saisir les quelques paroles du tailleur masquées par sa toux : camp, vent, cendre, J'ai les yeux pleins de cendre (p. 78). Par contre, chacun a compris la brutalité du sergent.
Tout se monnaie. Les déclarations fiscales (américaines) du groupe sont dans les mains des autorités ! M. Cohen signe pour un virement sur son compte bancaire à Zurich pour les frais engagés (hébergement, nourriture, vêtements, chauffage, transport) et, contrairement à ce qui était convenu, un virement à la Banque du Reich d'un million de francs-or.
Après la signature des virements, l'officier Brenske fait un long discours général et généreusement x (Croix-Rouge internationale, prisonniers de guerre, honneur militaire, échange d'âmes, faites connaître la vérité, là où vous irez, le début de la solution définitive), sur la suite des événements : Hambourg, bâtiment Deutschland, rapatriement.
Le public ne comprend pas vraiment certaines allusions (gaz contre la vermine).
Il est ensuite procédé, sur le quai d'embarquement, vers deux wagons à compartiments individuels, à un appel des 21 (liste p. 102), avant la restitution des passeports.
Puis, tout s'accélère... Ici, c'est tous les jours le Jugement dernier (p. 148), déclare le rabbin Daym de Łódź.

## Distinctions
- National Jewish Book Award : 1980 et 1986.
- Prix Franz Kafka : 2008.
- Nommé pour le prix Pulitzer : 2003.
- Nommé pour le prix Booker : 2009.